# Vygintas Gasparavičius
Vygintas Gasparavičius (* 9. Januar 1979) ist ein  litauischer Kulturmanager und konservativer Politiker, Vizeminister der Kultur.

## Leben
Nach  der Mittelschule absolvierte Vygintas Gasparavičius  2000 das Studium der Verwaltung kultureller Aktivitäten am Konservatorium Vilnius,   2005 Berufsbachelor von Management kultureller Aktivitäten am Kolleg Vilnius und 2012 das Masterstudium  von Kunstmanagement an der Litauischen Akademie für Musik und Theater (LMTA). 
Von 1997 bis 2000 war er  Saaldienstmitarbeiter bei der Litauischen Nationalphilharmonie, von 2000 bis 2001 Direktor der öffentlichen Anstalt "Trakai Festival-Club", von 2018 bis 2019  Leiter der Abteilung für Kunstmanagement  und von 2014 bis 2020   Lektor der Abteilung für Kunstmanagement der LMTA. Von 2002 bis 2020 war er Manager der professionellen Institution für darstellende Künste "Natų knygynas".  Seit Dezember 2020 ist er Vizeminister am Kulturministerium Litauens, Vertreter des Ministers Simonas Kairys im Kabinett Šimonytė.
Er ist Mitglied der TS-LKD.